# Nuorunka
Nuorunka är en kulle i Finland. Den ligger i Pudasjärvi och landskapet Norra Österbotten, i den norra delen av landet, 600 km norr om huvudstaden Helsingfors. Toppen på Nuorunka är 213 meter över havet.
Terrängen runt Nuorunka är huvudsakligen platt.  Trakten runt Nuorunka är nära nog obefolkad, med mindre än två invånare per kvadratkilometer.